# Bi Kyo Ran
Bi Kyo Ran (美狂乱, Bikyouran) est un groupe de rock progressif japonais. Formé en 1973, leur style musical se voit souvent comparée à celle du groupe britannique King Crimson.

## Biographie
Le groupe est fondé en 1973 autour de Kunio Suma (guitare), Shinji Yoshinaga (basse) et Yamada Yoshitsugu (batterie). Ses deux premiers albums, Bi Kyo Ran (1982) et Parallax (1983), dont la musique s'inspire de King Crimson, sont considérés comme des classiques du rock progressif japonais. Mais le groupe doit se séparer en 1983 pour raisons financières. 
Il se reforme en 1994 sous l'impulsion de Kunio Suma. L'album Go-Un, enregistré durant l'automne 1995, privilégie, comme auparavant, le trio guitare-basse-batterie, les autres instruments (pianos, percussions) étant plus discrets, et le chant assez rare. Selon Aymeric Leroy, le groupe s'éloigne alors du symphonisme, au profit du jazz ou de l'avant-garde. Il souligne que, si l'inspiration de Frank Zappa, revendiquée par le groupe, est patente, la comparaison avec King Crimson est désormais réductrice.
Bi Kyo Ran gagne par ailleurs de l'attention[réf. nécessaire][Quand ?] en composant la bande originale de Cromartie High School (sous le pseudonyme de Bikyoran). Le groupe joue également le thème final de l'émission (intitulé Trust Me).

## Discographie
- 1982 : Bi Kyo Ran
- 1983 : Parallax
- 1987 : Bi Kyo Ran Live I: Fairy Tales
- 1988 : Bi Kyo Ran Live II: Who Ma
- 1994 : Bi Kyo Ran Live III: Ran
- 1994 : Bi Kyo Ran Live IV: Madoromi
- 1995 : Go Un
- 1995 : Deep Live
- 1998 : Kyobo Na Ongaku (A Violent Music)
- 2002 : Bi Kyo Ran Anthology Vol. 1
- 2004 : Sakigake!! Cromartie High School[1],[4]